# 許遠長
許遠長（?—?），清朝政治人物。
咸丰10年（1860年），擔任清朝遵义府婺川縣知縣。后由田慶治接任。